# Sh2-211
Sh2-211 è una nebulosa a emissione, visibile nella costellazione di Perseo.

## Osservazione
La nebulosa si individua nella parte settentrionale della costellazione, al confine con l'Auriga e con la Giraffa; si trova sul bordo di una nebulosa oscura catalogata come B20, in una regione povera di stelle brillanti nelle vicinanze, pertanto l'unico sistema per individuarla è quello di orientarsi tramite allineamenti tracciabili su una carta celeste molto dettagliata. Le sue ridotte dimensioni la pongono al di fuori della portata di piccoli strumenti. La sua declinazione fortemente settentrionale fa sì che essa possa essere osservata agevolmente durante gran parte delle notti dell'anno dall'emisfero boreale, mentre dall'emisfero australe la sua osservazione è penalizzata; il periodo in cui raggiunge la più alta elevazione sull'orizzonte è compreso fra i mesi di ottobre e febbraio.

## Caratteristiche
Sh2-211 è una piccola regione H II posta alla periferia esterna della Via Lattea; ha un diametro apparente inferiore ai due secondi d'arco e possiede una forma rozzamente circolare. Le sue stelle principali, responsabili della ionizzazione dei gas della nube, sono due stelle di classe spettrale O e una di classe spettrale B; in particolare si tratta di una supergigante blu di classe O91b, che con la sua magnitudine pari a 13,54 è di gran lunga la stella dominante della nube, una stella bianco-azzurra di classe B0V, avente una magnitudine di 15,78 e di una nana blu di classe O9V con una magnitudine di 15,23. Studi sulla sua velocità radiale indicano che la nube possiede dei settori con diverse velocità, che sono identificati con le lettere A e B; il settore A ha una velocità di -32,1 km s−1, mentre il settore B -38,6 km s−1. Ciò è indicativo del fatto che la nube sta subendo una leggera espansione. Sh-2 211 è anche una sorgente IRAS.
Poco meno di tre gradi a nordovest della nebulosa si trova un'altra nube molto simile, anche se di dimensioni maggiori; si tratta di NGC 1624 (Sh2-212), molto più brillante e visibile anche con un telescopio amatoriale di medie dimensioni; Sh-2 211 e Sh-2 212 appartengono alla stessa regione galattica e sono probabilmente entrambe immerse nella stessa nube molecolare.